# Paula Parra
Paula Andrea Parra Bruna es una dramaturga y guionista chilena, licenciada en Dramaturgia por la Real Escuela Superior de Arte Dramático de Madrid, y Máster en Guion de Cine y TV en la Universidad Carlos III de Madrid. Ha trabajado en teleseries nocturnas nacionales entre las que destaca Vuelve Temprano, Papá a la deriva y la serie El Reemplazante.
Formó parte de la banda de música Mammasoul desde sus inicios hasta el año 2002. Mammasoul fue nominada al Grammy Latino en el año 2002.
En la actualidad desarrolla proyectos para cine y televisión.

## Filmografía

### Teleseries
- 2012: La Sexóloga
- 2013: El Reemplazante (Segunda temporada)
- 2013: Solamente Julia
- 2014: Vuelve Temprano
- 2014: Papá a la Deriva
- 2016: Ámbar
- 2023: Generación 98